# Who Is It (canción de Michael Jackson)
«Who Is It» (en español: «¿Quién es?») es una canción de Michael Jackson de su álbum Dangerous de 1991. La canción alcanzó el n.º 1 en la lista U.S. Billboard Hot Dance Club cuando fue lanzada. Michael la cantó haciendo beatbox y a capela durante su entrevista en 1993 con Oprah Winfrey, y debido a la reacción positiva Sony la lanzó como un sencillo en los EE. UU., en vez de la prevista "Give In to Me". 
Tuvo un gran éxito comercial en todo el mundo, generalmente alcanzando los primeros 30 puestos en las listas de música nacionales. La canción alcanzó el puesto número 14 en la lista Billboard Hot 100 en los Estados Unidos, mientras que alcanzó el puesto número 6 en Billboard Hot R&B/Hip-Hop Songs, además llegó al primer puesto en la lista Billboard Hot Dance Club Play. A nivel internacional, Who Is It alcanzó el top 20 en varios países. La canción debutó en la lista de música de Reino Unido en el puesto número 12 el 25 de julio de 1992, y a la semana siguiente alcanzó el puesto número 10. Permaneció dentro de las 100 mejores posiciones durante siete semanas consecutivas desde julio a septiembre de 1992. En Francia, la pista alcanzó el número 8 el 29 de agosto. Who Is It alcanzó su posición más baja en el puesto 34 en Australia.

## Vídeo musical
El vídeo musical de "Who Is It" fue dirigido por David Fincher. En él, Jackson encuentra una tarjeta de platino con el nombre "Alex" y piensa que su novia lo está engañando. Pero ella trabaja en una agencia de acompañamiento de hombres multimillonarios, la compañía cambia su nombre y su apariencia visual para no ser descubiertos. "Alex" es el nombre de un aliado de la novia de Jackson. Este se va, y su novia se ve obligada a trabajar como trabajadora sexual de clase alta. Ella intenta volver al lado de Jackson, pero el mayordomo de éste le tira las tarjetas demostrando que saben la verdad.
En las primeras escenas de este vídeo, donde todavía Michael no ha comenzado a cantar, se utiliza a un doble, E' Casanova. Esto se debe a que el cantante estaba organizando su gira mundial "Dangerous Tour". Otro de los detalles del vídeo musical, es que, al final de la canción, Michael interpreta sonidos con su voz.
La actriz que interpreta a la novia de Michael en el vídeo es Caroline Hepburn, quién también hizo un comercial junto a Jackson para "Pepsi".
En conmemoración del 25º aniversario del legendario álbum "Dangerous", el canal de Youtube de Michael Jackson VEVO publicó el video oficial de "Who Is It" para que esté a disposición de todos los fanáticos.
También hubo otro video musical con esta canción, que recopilaba los mejores momentos de Michael en sus videoclips y en sus conciertos en vivo. Formaron parte de ese video Billie Jean (experiencia en Motown 25), The Way You Make Me Feel, Smooth Criminal, Jam, Remember The Time, Man In The Mirror, Black or White, Michael Jackson's Thriller, Another Part of Me (Versión en vivo), Come Together (versión de Moonwalker), Beat It y Bad.

## Lista de canciones

#### CD sencillo(Epic 6 658179 5)[5]
1. «Who Is It» (The Most Patient Mix) – 7:44
2. «Who Is It» (IHS Mix) – 7:57
3. «Don't Stop 'Til You Get Enough» (Roger's Underground solution mix) – 6:22

#### sencillo 7" single(Epic 658179 7)[6]
1. «Who Is It» (7" Edit With Intro) – 4:00
2. «Rock With You» (Masters At Work Remix)

#### maxi 12"(Epic 49 74420)[7]
1. «Who Is It» (Oprah Winfrey Special Intro) – 4:00
2. «Who Is It» (Patience Edit) – 4:01
3. «Who Is It» (House 7") – 3:55
4. «Who Is It» (Brothers in Rhythm House Mix) – 7:13
5. «Beat It» (Moby's Sub Mix) – 6:11

## Posicionamiento en listas
| Lista (1992–1993)                          | Máxima posición |
| ------------------------------------------ | --------------- |
| Alemania (Offizielle Deutsche Charts)      | 9               |
| Australia (ARIA)                           | 34              |
| Austria (Ö3 Austria Top 40)                | 5               |
| Bélgica (Flandes) (Ultratop 50)            | 9               |
| Canadá (RPM Top Singles)                   | 6               |
| Canadá Retail Singles (The Record)         | 20              |
| Canadá Contemporary Hit Radio (The Record) | 4               |
| Europa (Eurochart Hot 100)                 | 8               |
| Europa (European Dance Radio)              | 5               |
| España (AFYVE)                             | 19              |
| Estados Unidos (Billboard Hot 100)         | 14              |
| Estados Unidos (Hot Dance Club Songs)      | 1               |
| Estados Unidos (Dance Singles Sales)       | 1               |
| Estados Unidos (Hot R&B/Hip-Hop Songs)     | 6               |
| Estados Unidos (Mainstream Top 40)         | 6               |
| Estados Unidos (Rhythmic)                  | 21              |
| Estados Unidos (Cash Box Top 100)          | 5               |
| Francia (SNEP)                             | 8               |
| Grecia (Pop + Rock)                        | 7               |
| Irlanda (IRMA)                             | 6               |
| Italia (Musica e dischi)                   | 17              |
| Nueva Zelanda (Recorded Music NZ)          | 16              |
| Noruega (VG-lista)                         | 10              |
| Países Bajos (Dutch Top 40)                | 15              |
| Países Bajos (Mega Single Top 100)         | 13              |
| Reino Unido (UK Singles Chart)             | 10              |
| Reino Unido UK Dance (Music Week)          | 16              |
| Suecia (Sverigetopplistan)                 | 24              |
| Suiza (Schweizer Hitparade)                | 14              |
| Lista (2009)                               | Máxima posición |
| Suiza (Schweizer Hitparade)                | 49              |

## Créditos
- Escrita,arreglada y compuesta por Michael Jackson
- Producida por Michael Jackson y Bill Bottrell
- Solo y voces de fondo por Michael Jackson
- Batería:Bill Bottrell y Byran Loren
- Sintetizador: Bill Bottrell
- Bajo: Louis Johnson
- Arreglos de teclado: Brad Buxer y David Paich
- Programación y rendimiento de teclado por Brad Buxer, Michael Boddicker, David Paich, Steve Porcaro y Jai Winding
- Arreglos de cuerda por George Del Barrio
- Concertino: Endre Grant
- Solo de Chelo por Larry Corbett
- Voz de soprano por Michael Jackson y Linda Harmon